# Олесов, Василий Григорьевич
Василий Григорьевич Олесов (1839, Каменский завод, Пермская губерния — 1916, Каменский завод, Пермская губерния) — первый председатель Камышловской уездной земской управы, каменский краевед, метеоролог, почётный гражданин Каменск-Уральского.

## Биография
Василий Олесов родился в 1839 году в семье мастерового Каменского казённого завода Пермской губернии, где было 7 детей. Получив трёхклассное образование, продолжил постигать знания самостоятельно и не прекращал этого делать в течение всей жизни. Известно, что лесничие Каменской дачи Дорошин, Милов и Раунер обучали Василия чертёжному делу, а начиная с 1852 года неоднократно ходатайствовали перед вышестоящим начальством о производстве Василия «ввиду ярко выраженных способностей» из мастерских детей в писцы 1-й статьи, что дало бы возможность освободиться от крепостной заводской зависимости и вступить в «коронную службу» (государственную). 6 марта 1863 года Олесов, будучи на тот момент не только мастеровым Каменского завода, но и конным объездчиком при лесничестве, был освобождён от обязательной службы при заводе и «навсегда с потомством» перевёлся в разряд сельских обывателей, а уже в мае по вольному найму приступил к обязанностям писаря в заводской конторе. Тогда же он женился на дочери диакона Успенской церкви Уткинского завода (ныне Новоуткинск) Александре Дягилевой.
Далее Олесов из писарей был переведён в чертёжники, затем стал содержателем мелочных припасов, а позднее — куренным надзирателем. Позже он переехал в Камышлов, где 6 мая 1870 года впервые был избран в Камышловскую уездную земскую управу. 14 мая этого же года отношением пермского губернатора Н. Ф. Ануревского за № 2285 был утверждён в должности председателя. По инициативе Олесова в 1870—1873 годах по Камышловскому уезду было открыто 14 училищ, в том числе два женских — в Каменском и Талицком заводах. 3 октября 1871 года в Камышлове была открыта женская прогимназия, на которую он пожертвовал 300 рублей собственных денег (почти два месячных оклада). В январе 1874 года освободился от выборной должности в земстве и вновь поступил счетоводом при заводских складах на Каменский завод. В 1876 году его назначили письмоводителем (старшим чиновником) заводской конторы. В марте 1906 года был избран от мелких землевладельцев и духовенства уполномоченным в уездное собрание по выборам выборщиков в I Государственную думу.
Умер в 1916 году.

## Вклад в науку
В 13 лет ознакомился со Смолинскими пещерами, а позднее вместе со своим сыном Николаем провёл их исследование, составив научное описание и карту-схему подземных залов и коридоров.
В 1873 году Олесов становится действительным членом Уральского общества любителей естествознания. В мае 1874 года он организовал во дворе своего дома на берегу Каменского пруда (ул. Степана Разина, д. 1) первую городскую метеостанцию и в течение многих лет занимался наблюдениями за погодой. В 1898 году Петербургская академия наук выбрала его корреспондентом Главной физической обсерватории «за заслуги по исследованию климата».
Также исследовал уральский фольклор, в 1884 году был напечатан его «Сборник пословиц и поговорок».

### Публикации
- Олесов В. Г. Сборник пословиц и поговорок, записанных в Камышловском уезде Пермской губернии. — Екатеринбург: Тип. А. П. Мерной и Е. К. Краевой, 1884. — 26 с. Архивная копия от 30 апреля 2018 на Wayback Machine.
- Олесов В. Г. Затмение 7 августа 1887 года // Екатеринбургские ведомости, 23 августа 1887 года.
- Олесов В. Г. Результаты метеорологических наблюдений в Каменском заводе Пермской губернии за 18 лет (1874—1891) // Пермский край: Сб. сведений о Перм. губ. / под ред. Д. Д. Смышляева. — Изд. Перм. губ. стат. ком. Пермь, 1892. — Т. 1. — 274 с.
- Олесов В. Г. Смолинские пещеры // Записки УОЛЕ, т. XV, вып. 1, 1895. Архивная копия от 1 мая 2018 на Wayback Machine.

## Награды
За свои достижения Олесов был награждён:
- 1889 — звание личного почётного гражданина «за неслужебные отличия» по ходатайству управителя завода А. А. Москвина горному начальнику Екатеринбургских заводов за «отличную усердную и полезную службу и в видах удержания при заводе»;
- 4.3.1894 — золотая медаль от УОЛЕ «за усердие, за усердную и полезную деятельность по метеорологии»;
- 1899 — памятный знак Петербургской академии наук;
- 1910 — почётный член УОЛЕ.